# Serrinha dos Pintos
Serrinha dos Pintos is een gemeente in de Braziliaanse deelstaat Rio Grande do Norte. De gemeente telt 4.504 inwoners (schatting 2009).